# Mychocerus orientalis
Mychocerus orientalis là một loài bọ cánh cứng trong họ Cerylonidae. Loài này được Sasaji miêu tả khoa học năm 1983.